# Rimini (romanzo)
Rimini è il terzo romanzo di Pier Vittorio Tondelli. È stato pubblicato presso l'editore Bompiani nel 1985.
A metà tra il poliziesco e il romanzo di costume, Rimini porta al centro della narrativa italiana la capitale estiva della penisola, descrivendola senza falsi pudori e moralismi, in tutta la sua molteplicità di aspetti.

## Trama
Un giornalista viene mandato per l'estate a Rimini a dirigere l'edizione locale del quotidiano per la riviera romagnola. Il giornalista, ancora giovane, risoluto e con una storia d'amore da dimenticare, accetta di buon grado. A Rimini lo aspetta un'estate focosa, con intrighi politici, un'attrazione forte per una collaboratrice e l'ostilità di alcuni giornalisti della redazione locale. 
A questa storia principale Tondelli intreccia le vicissitudini di una signora tedesca in cerca della sorella scomparsa, di due giovani scapestrati che cercano dei produttori per il loro film, di un musicista che s'incontra con una madre frustrata, di uno scrittore in crisi dopo la fine di una storia d'amore e di una famiglia di proprietari di una piccola pensione. Le tre storie non hanno nulla in comune, se non il fatto di svolgersi a Rimini o nell'entroterra romagnolo, eppure concorrono insieme a riprodurre l'atmosfera irripetibile di questa cittadina costiera che, per due mesi all'anno, diventa una metropoli.

## Critica
Questo romanzo di Pier Vittorio Tondelli rappresenta la sua opera narrativa più classica. Per sua stessa ammissione, dopo il successo di critica dei primi scritti, Pier Vittorio Tondelli era deciso a scrivere un libro che potesse garantirgli anche un successo di pubblico e di diventare quindi a tutti gli effetti uno scrittore famoso. Alcune frange della critica non glielo hanno perdonato e hanno sbrigativamente definito Rimini - che vendette oltre 100 000 copie - come un romanzo commerciale, scritto per venire incontro alle pressioni dell'editore.

## Edizioni
- Rimini, Milano, Bompiani, 1985. ISBN 88-452-7997-9.
- Rimini, Bergamo, Euroclub (“Narrativa Club”), 1985. ISBN non esistente.
- Rimini, Milano, Bompiani (“I grandi tascabili”), 1987.
- Rimini, in Opere. Romanzi, teatro, racconti, a cura di Fulvio Panzeri, Milano, Bompiani, 2000. ISBN 88-452-4400-8.
- Rimini, Milano, Bompiani (“I grandi tascabili”), 2001. ISBN 88-452-4839-9.
- Rimini, prefazione di Lanfranco Vaccari, Milano, RCS (“I grandi romanzi italiani”), 2003. ISBN non esistente. Supplemento al «Corriere della Sera».
- Rimini, Milano, Bompiani (“Tascabili”), 2007. ISBN 978-88-452-4839-9.
- Rimini, a cura di Fulvio Panzeri, Milano, Bompiani (“Classici contemporanei”), 2015. ISBN 978-88-452-7997-3.

Traduzioni
- (CA)  Rimini, Barcellona, Pòrtic, 1989.
- (FR)  Rimini, Paris, Éditions du Seuil, 1990.
- (DE)  Rimini, München, Goldmann, 1990; München, Albrecht Knaus Verlag, 1991.